# Gustav-Johannsen-Skolen
Die Gustav-Johannsen-Skolen (deutsch: Gustav-Johannsen-Schule) liegt in Flensburg, in dessen Stadtteil Westliche Höhe, am Rande des Stadtbezirks Duburg. Die Schule ist heute eine Gemeinschaftsschule. Sie ist eine der sieben dänischen Schulen in Flensburg. Benannt wurde sie nach Gustav Johannsen. Nur achthundert Meter entfernt von der Schule liegt die ebenfalls dänische Duborg-Skolen. Direkt neben der Schule liegt die Waldschule.  

## Geschichte
Gegründet wurde die Schule im Jahre 1952 vom Dänischen Schulverein als dänische Haupt- und Realschule. Das backsteinerne Schulgebäude entstand schon seit 1950 nach einem Entwurf des Regierungsbaumeisters Tete Rieve. Von Tete Rieve stammt in Flensburg des Weiteren die Mietwohnhausgruppe in der Schulze-Delitzsch-Straße 1–7. Ansonsten sind nur noch einige Gebäudeumbauten von Tete Rieve in Flensburg bekannt. 2008 wurde die Schule zur Gemeinschaftsschule. Seit dem Jahre 2014 wird die Schule erheblich ausgebaut. Dem Backsteinkomplex wird ein großer Betonbau hinzugefügt, der den Querbau mit dem Uhrturm von der Sichtachse der Waldstraße verdecken wird. Trotz ihres Alters gehört die Schule nicht zu den Kulturdenkmalen der Stadt.